# Diana King
 (février 2025).
Si vous disposez d'ouvrages ou d'articles de référence ou si vous connaissez des sites web de qualité traitant du thème abordé ici, merci de compléter l'article en donnant les références utiles à sa vérifiabilité et en les liant à la section « Notes et références ».
Pour les articles homonymes, voir King.
Diana King est une chanteuse jamaïcaine, née le 8 novembre 1970 à Spanish Town. Elle est surtout connue pour les chansons Shy Guy en 1995 et L-L-Lies en 1997.

## Débuts
Elle commence ses débuts en chantant du gospel dans des églises et dans des clubs de chants privés à Kingston. Elle se fait remarquer par Shabba Ranks et, à l'écoute de ses chansons, est beaucoup influencée par son style, qu'elle pratiquera durant sa carrière. En 1994, elle fait un featuring sur l'album Ready to die du rappeur new yorkais The Notorious B.I.G. qui décédera trois ans plus tard en 1997. 
Elle accède à la notoriété mondiale via le single Shy Guy qui est utilisé dans la bande originale du film Bad Boys. La chanson est un succès planétaire et devient culte.
En 1997, elle écrit pour Céline Dion Treat Her Like a Lady sur l'album Let's Talk About Love.
En 2002, elle revient avec l'opus Respect, comprenant le tube de l'été et premier single Summer Breezin en featuring avec Bounty Killer.
En 2019, elle publie le single L'Amour illimité en duo avec la chanteuse française Princess Erika.

## Discographie
- 1995 : Tougher Than Love
- 1997 : Think Live a girl
- 2002 : Respect
- 2010 : Warrior Girl